# أمرافاتي
أمرافاتي (بالهندية: अमरावती) هي مدينة من مدن الهند. يبلغ عدد سكانها 646,801 نسمة حسب إحصائيات سنة 2015. يبلغ ارتفاع المدينة عن سطح البحر قرابة 343 متر. تبلغ مساحتها 270 كم².

## المناخ
يظهر الجدول التالي التغييرات المناخية على مدار السنة لأمرافاتي:
| البيانات المناخية لـأمرافاتي      | البيانات المناخية لـأمرافاتي | البيانات المناخية لـأمرافاتي | البيانات المناخية لـأمرافاتي | البيانات المناخية لـأمرافاتي | البيانات المناخية لـأمرافاتي | البيانات المناخية لـأمرافاتي | البيانات المناخية لـأمرافاتي | البيانات المناخية لـأمرافاتي | البيانات المناخية لـأمرافاتي | البيانات المناخية لـأمرافاتي | البيانات المناخية لـأمرافاتي | البيانات المناخية لـأمرافاتي | البيانات المناخية لـأمرافاتي |
| الشهر                             | يناير                        | فبراير                       | مارس                         | أبريل                        | مايو                         | يونيو                        | يوليو                        | أغسطس                        | سبتمبر                       | أكتوبر                       | نوفمبر                       | ديسمبر                       | المعدل السنوي                |
| --------------------------------- | ---------------------------- | ---------------------------- | ---------------------------- | ---------------------------- | ---------------------------- | ---------------------------- | ---------------------------- | ---------------------------- | ---------------------------- | ---------------------------- | ---------------------------- | ---------------------------- | ---------------------------- |
| متوسط درجة الحرارة الكبرى °م (°ف) | 29 (84)                      | 32 (90)                      | 36 (97)                      | 47 (117)                     | 49 (120)                     | 45 (113)                     | 31 (88)                      | 30 (86)                      | 31 (88)                      | 33 (91)                      | 30 (86)                      | 28 (82)                      | 35 (95)                      |
| متوسط درجة الحرارة الصغرى °م (°ف) | 15 (59)                      | 17 (63)                      | 21 (70)                      | 25 (77)                      | 27 (81)                      | 25 (77)                      | 23 (73)                      | 23 (73)                      | 22 (72)                      | 20 (68)                      | 17 (63)                      | 15 (59)                      | 21 (70)                      |
| الهطول مم (إنش)                   | 13 (0.5)                     | 16 (0.6)                     | 9 (0.4)                      | 8 (0.3)                      | 13 (0.5)                     | 155 (6.1)                    | 248 (9.8)                    | 173 (6.8)                    | 165 (6.5)                    | 44 (1.7)                     | 21 (0.8)                     | 9 (0.4)                      | 874 (34.4)                   |
| المصدر: Government of Maharashtra |                              |                              |                              |                              |                              |                              |                              |                              |                              |                              |                              |                              |                              |

## أعلام
- نيها خان

## وصلات خارجية
- الموقع الرسمي